# Anders Broström
Anders "Bros" Broström, född 18 september 1952 i Kallinge, Blekinge län, är en svensk tidigare ishockeyspelare.
Broström spelade 18 säsonger varav flertalet i Tingsryds AIF och Västra Frölunda IF. Han provspelade för Boston Bruins i NHL och spelade sju landskamper för Tre Kronor. 
Under hela sin elitseriekarriär tillbringade han 640 minuter i utvisningsbåset.

## Klubbar
- Kallinge/Ronneby Ishockeyförening, KRIF Hockey (moderklubben hette egentligen Kallinge SK, som 1974 gick samman med Ronneby BK)
- Tingsryds AIF 1970-1976
- Västra Frölunda IF 1976-1980
- Boston Bruins 1980-1981
- Västra Frölunda IF 1980-1984
- Sparta Sarpsborg (Norge) 1984-1986
- IF Mölndal Hockey 1986-1987